# Grissom Gang (Niente orchidee per Miss Blandish)
Grissom Gang (Niente orchidee per Miss Blandish) (The Grissom Gang) è un film statunitense del 1971 diretto da Robert Aldrich.

## Trama
Durante un tentativo di rapina non riuscito, tre balordi prendono in ostaggio la figlia di un ricco magnate. I membri della banda Grissom, una famiglia di criminali capitanata dalla madre, una donna di mezza età, vedendo la possibilità di chiedere un riscatto cospicuo, uccidono i tre balordi e fanno prigioniera la ragazza. Uno dei membri della banda però si innamora dell'ostaggio e gli avvenimenti iniziano a precipitare, fino alla drammatica strage finale.